# Amaraji
Amaraji es un municipio brasileño del estado de Pernambuco. Distante a 96 km de la capital pernambucana, Recife. El municipio está formado por el distrito Sede y por el poblado de Demarcação.

## Historia
El municipio de Amaraji surgió en torno a una feria realizada a los domingos en el ingenio Garra fundado el 23 de julio de 1868. La feria atrajo el comercio y nuevas habitantes, este poblado era llamado São José da Boa Esperança, ya que en este pueblo fue construida una capilla, teniendo este santo como patrono. En 1889 la Ley Provincial n.º 2137 del 9 de noviembre elevó el poblado a la categoría de Villa, perteneciente al municipio de Escada. Al año siguiente fue creado el municipio con la denominación de Amaracy, después Amaragi y actualmente denominado Amaraji. Fue elevada a la categoría de ciudad por la Ley Provincial n.º 991 del 1 de julio de 1909.
El municipio está formado por el distrito Sede y por el poblado de Demarcação.